# Jŏng Myŏng Hak
Jŏng Myŏng Hak, również Jeong Myeong Hak (kor. 정명학, ur. ?) – północnokoreański polityk, parlamentarzysta.

## Kariera
Niewiele wiadomo na temat przebiegu kariery politycznej Jŏng Myŏng Haka przed 2009 rokiem. Absolwent Szkoły Rewolucjonistów w Man’gyŏngdae. W czasach wojny koreańskiej służył w osobistej ochronie ówczesnego przywódcy Korei Północnej, Kim Ir Sena.
Deputowany Najwyższego Zgromadzenia Ludowego KRLD, parlamentu KRLD w IX i X, a także w obecnej, XII kadencji (tj. od kwietnia 1990 do września 2003, a także od marca 2009 roku do dziś). Na mocy postanowień 3. Konferencji Partii Pracy Korei 28 września 2010 roku został zastępcą członka Komitetu Centralnego Partii Pracy Korei.
Po śmierci Kim Dzong Ila w grudniu 2011 roku, Jŏng Myŏng Hak znalazł się na 122. miejscu w 233-osobowym Komitecie Żałobnym. Świadczyło to o formalnej i faktycznej przynależności Jŏng Myŏng Haka do grona kierownictwa politycznego Koreańskiej Republiki Ludowo-Demokratycznej. Według specjalistów, miejsca na listach tego typu określały rangę polityka w hierarchii aparatu władzy.

## Odznaczenia
Kawaler Orderu Kim Dzong Ila (luty 2012).